# Renens
Renens és un municipi de Suïssa del cantó de Vaud, cap del districte de l'Ouest lausannois.